# Сюзън Сто Хелит
Сюзън Сто Хелит е литературна героиня от поредицата „Светът на диска“ на британския писател Тери Пратчет.
Сюзън е дъщеря на Изабел и Морт, графове Сто Хелит. И тъй като Изабел е осиновена дъщеря на Смърт, Сюзън е негова внучка.
Естествено, не става дума за генетична наследственост – но наследствеността никога не се е ограничавала само до генетиката. Резултатът е, че Сюзън вижда всички свръхестествени неща, невидими за обичайните хора, остава незабелязана, ако го желае, или дори спира времето. Нещо повече – понякога ѝ се налага да замества дядо си в професията му. Не е много щастлива от това, но понякога просто няма как.
Всъщност, Сюзън никак не иска да е необикновена. Работи като гувернантка, като учителка, гледа да се занимава с най-обикновените и земни неща. Подхожда абсолютно делово към всеки таласъм, решил да се мотае около нея (юнашкото въртене на ръжен в случая е отличен делови подход). Като по-малка даже изобщо не вярва в тези същества, и когато види Смърт на мишките, се надява, че ей сега ще се събуди. Да не говорим как приема факта, че дядо ѝ е точно Смърт.